# Neferirkare Kakai
Neferirkare Kakai (được biết đến trong tiếng Hy Lạp là Nefercherês, Νεφερχέρης) là một pharaon của Ai Cập cổ đại, ông là vị vua thứ ba của vương triều thứ Năm. Neferirkare là con trai cả của Sahure với người vợ Meretnebty của ông ta, ông còn được biết đến với tên gọi là Ranefer A trước khi lên ngôi. Ông đã lên ngôi sau khi vua cha băng hà và trị vì từ tám đến mười một năm, trong giai đoạn đầu cho tới giữa thế kỷ 25 trước Công nguyên. Rất có thể ông đã được kế vị bởi người con trai cả của mình với hoàng hậu Khentkaus II, hoàng tử Ranefer B, ông ta sẽ lên ngôi và trở thành vua Neferefre. Neferirkare còn là cha của một vị pharaon khác, Nyuserre Ini, ông ta đã lên ngôi tiếp sau triều đại ngắn ngủi của Neferefre và của vị vua ít được biết đến Shepseskare.
Neferirkare được những người sống cùng thời với ông thừa nhận là một vị vua tử tế và nhân từ. Triều đại của ông đã chứng kiến một sự gia tăng về số lượng các quan chức chính quyền và tư tế, họ đã sử dụng sự giàu có ngày càng tăng của mình để xây dựng các mastaba mà tinh vi hơn về mặt kiến trúc, tại đó lần đầu tiên trong lịch sử họ đã ghi lại tiểu sử của bản thân mình. Neferirkare còn là vị pharaon cuối cùng đã thay đổi chuẩn mực của tước hiệu hoàng gia một cách đáng kể, tách biệt tên nomen hay tên lúc sinh, khỏi tên prenome hay tên gọi khi lên ngôi. Từ triều đại của ông trở đi, tên nomen được viết trong một đồ hình phía sau tên hiệu "Người con trai của thần Ra". Triều đại của ông còn chứng kiến việc duy trì các mối quan hệ thương mại với Nubia ở phía Nam và có thể là với Byblos nằm ở khu vực ven biển Cận Đông về phía Bắc.
Neferirkare đã bắt đầu xây dựng một kim tự tháp cho bản thân mình trong khu nghĩa trang hoàng gia của Abusir, nó được gọi là Ba-Neferirkare có nghĩa là "Neferirkare là một Ba". Ban đầu nó được lên kế hoạch là một kim tự tháp bậc thang, kiểu dáng này đã không còn được dùng từ thời kỳ Vương triều thứ ba khoảng 120 năm trước đó. Kế hoạch trên đã được sửa đổi để biến công trình này thành một kim tự tháp thực sự, kim tự tháp lớn nhất ở Abusir, tuy nhiên nó không bao giờ được hoàn thành do cái chết của nhà vua. Ngoài ra, Neferirkare đã xây dựng một ngôi đền dành cho thần mặt trời Ra được gọi là Setibre, tức là "Vị trí của trái tim thần Ra". Các ghi chép cổ xưa cho biết rằng nó là ngôi đền mặt trời lớn nhất được xây dựng dưới thời vương triều thứ Năm nhưng cho đến tận đầu thế kỷ 21, vị trí của nó vẫn chưa được xác định.
Sau khi ông qua đời, Neferirkare đã được thờ cúng tại ngôi đền tang lễ của ông, nó đã được hoàn thành bởi người con trai của ông là Nyuserre Ini. Giáo phái thờ cúng này dường như đã biến mất vào cuối thời kỳ Cổ vương quốc, mặc dù nó có thể đã được khôi phục dưới thời vương triều thứ Mười Hai của thời kỳ Trung vương quốc, dẫu vậy chỉ ở một hình thức rất hạn chế. Rất có thể cũng vào khoảng thời gian này, câu chuyện trong cuộn giấy cói Westcar, mà kể lại rằng Userkaf, Sahure và Neferirkare là ba anh em ruột và là con của thần Ra với một người phụ nữ tên là Rededjet, đã được viết nên.

### Nguồn đương thời

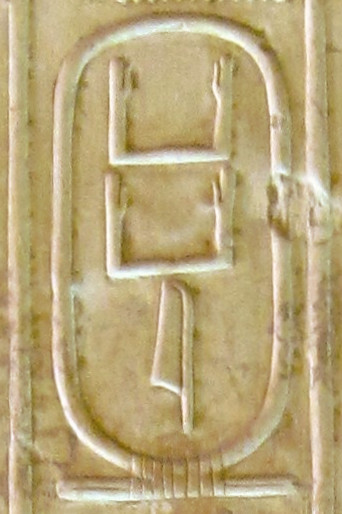
Tên nome "Kakai" của Neferirkare trong bản danh sách vua Abydos.

### Cha mẹ và anh em ruột

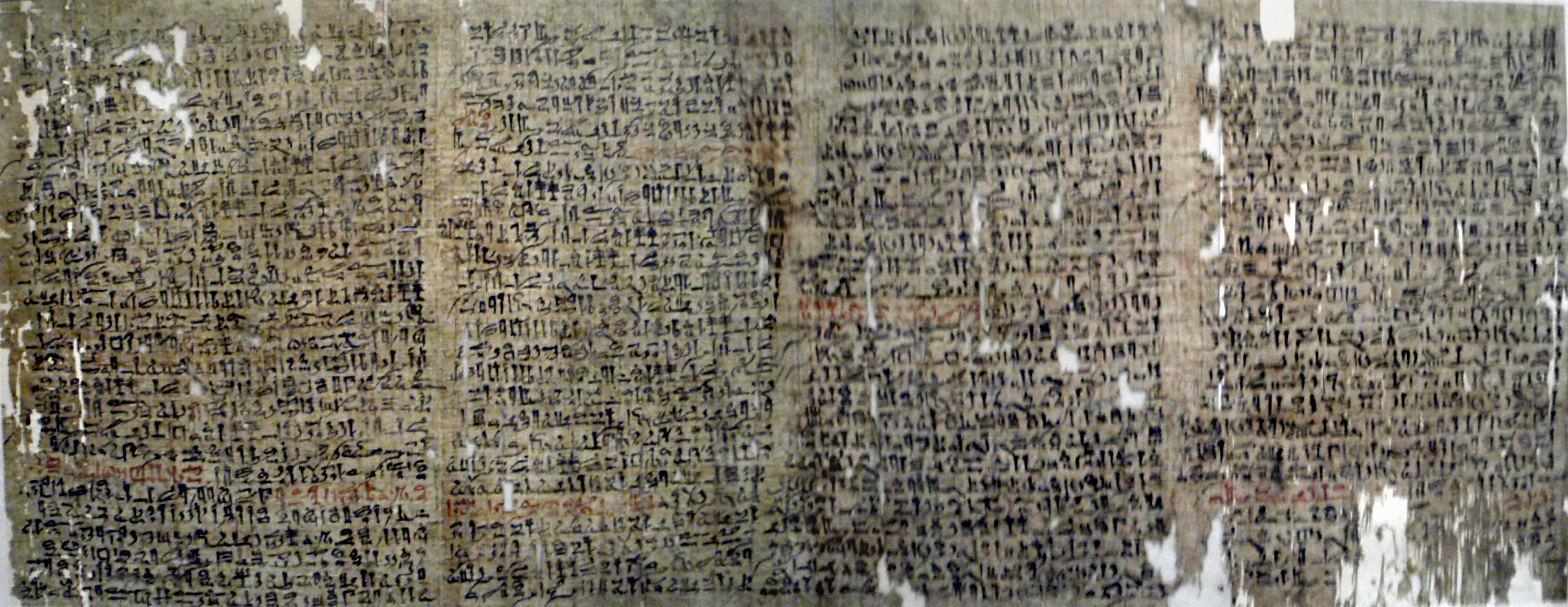
Cuộn giấy cói Westcar, hiện đang trưng bày tại bảo tàng Ägyptisches, có niên đại thuộc về Vương triều thứ 17 nhưng các câu chuyện của nó có lẽ được viết dưới thời Vương triều thứ 12.

### Hôn phối và con cái

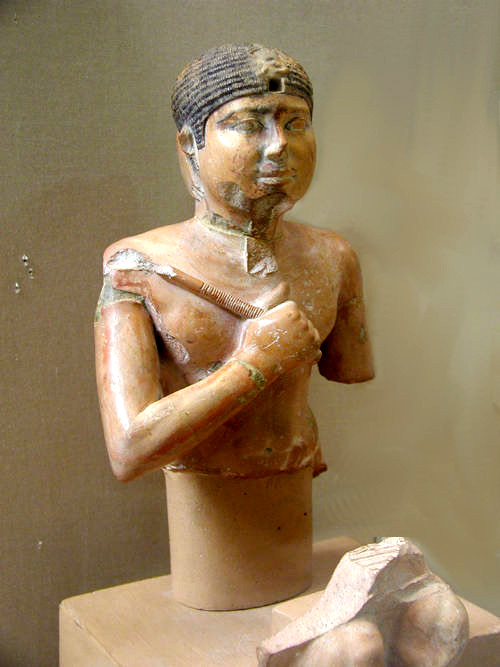
Bức tượng của Neferefre, người con cả của Neferirkare, được Paule Posener-Kriéger phát hiện trong ngôi đền tang lễ của ông ta.

### Hoạt động tại Ai Cập

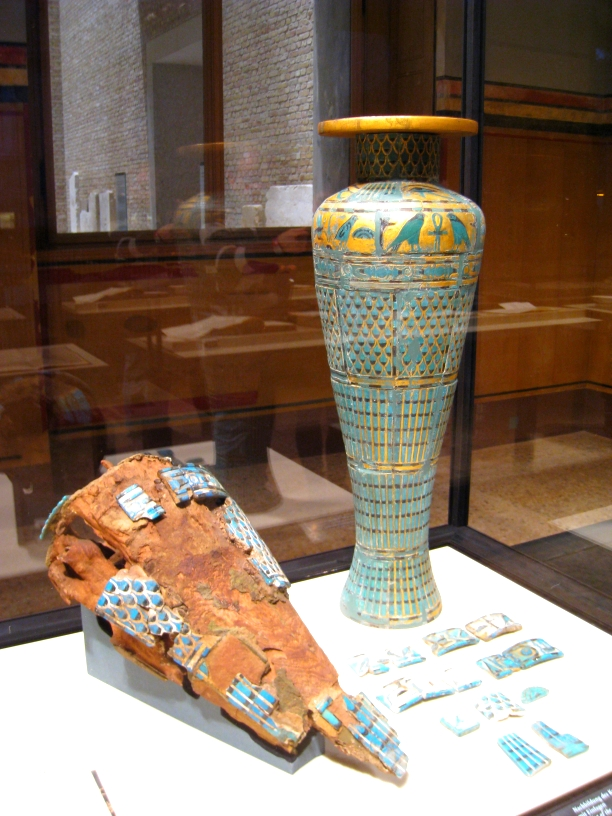
Một chiếc bình nghi lễ được phục chế được làm từ gỗ sung dâu cùng với sứ và được dát vàng, nó cho thấy đồ hình của Neferirkare và được tìm thấy trong ngôi đền tang lễ của ông. Ngày nay nằm tại Bảo tàng Ai Cập ở Berlin.

## Tính cách

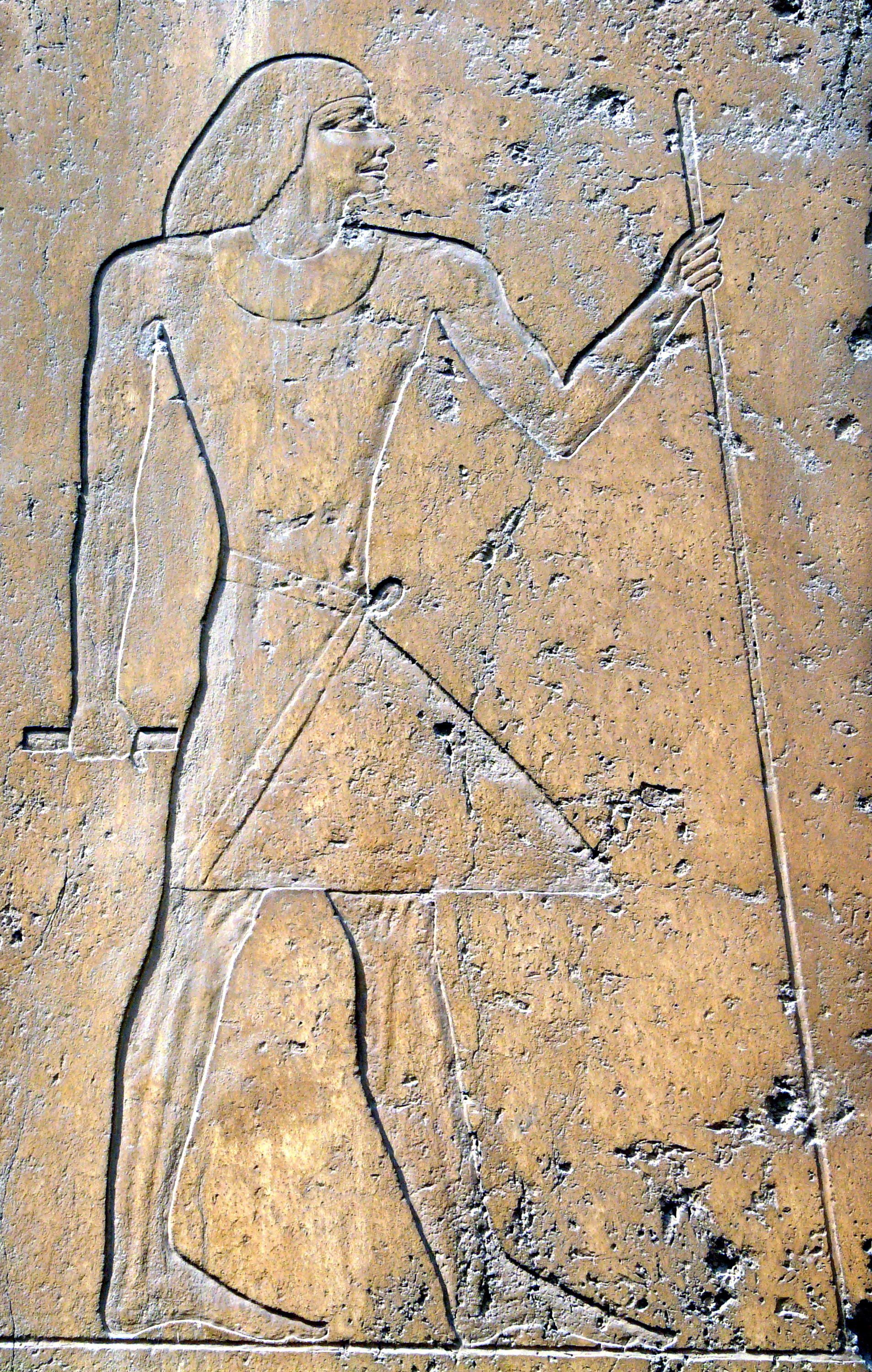
Phù điêu miêu tả Ptahshepses trong mastaba của ông ta. Ptahshepses đã được ban một vinh dự hiếm có đó là hôn lên chân của Neferirkare.

#### Kim tự tháp

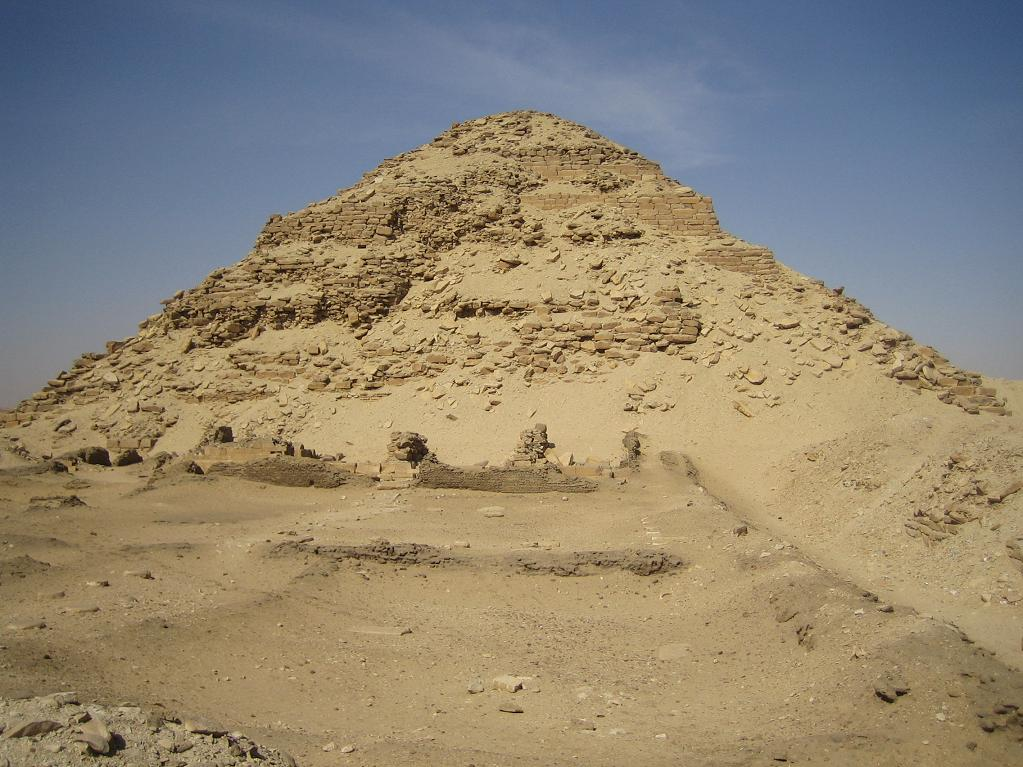
Kim tự tháp Neferirkare Kakai.